# Tanta
Tanta (طنطا) es una ciudad del Bajo Egipto, la capital de la gobernación de Gharbia (Al-Gharbiyah, الغربية), que está situada en el centro del delta del Nilo, a 83 km al norte de El Cairo, a mitad de camino de Damietta (Dumyat) y Rosetta (Rashid), las ciudades costeras de los dos ramales principales del río Nilo. 
Importante ciudad agrícola, donde se elabora el algodón recolectado y la lana producida en el delta. Es muy famosa por sus especiales dulces, degustados durante las fiestas del mulid.
Importante nudo ferroviario.
Dispone de universidad, fundada en 1962, con departamentos de Letras, Ciencias, Derecho, Ingeniería, Educación, Comercio, Agricultura, Veterinaria, Medicina, Estomatología, Farmacia y Enfermería. 
En Tanta se celebran tres festivales anuales en honor de Ahmad al-Badawi, un personaje sufí muy venerado, del siglo decimotercero, que fundó el Badawiyyah tariqah, y está enterrado en la principal mezquita de la ciudad.

## Clima
Tanta tiene un clima desértico cálido (Clasificación climática de Köppen BWh).
| Parámetros climáticos promedio de Tanta                               | Parámetros climáticos promedio de Tanta | Parámetros climáticos promedio de Tanta | Parámetros climáticos promedio de Tanta | Parámetros climáticos promedio de Tanta | Parámetros climáticos promedio de Tanta | Parámetros climáticos promedio de Tanta | Parámetros climáticos promedio de Tanta | Parámetros climáticos promedio de Tanta | Parámetros climáticos promedio de Tanta | Parámetros climáticos promedio de Tanta | Parámetros climáticos promedio de Tanta | Parámetros climáticos promedio de Tanta | Parámetros climáticos promedio de Tanta |
| Mes                                                                   | Ene.                                    | Feb.                                    | Mar.                                    | Abr.                                    | May.                                    | Jun.                                    | Jul.                                    | Ago.                                    | Sep.                                    | Oct.                                    | Nov.                                    | Dic.                                    | Anual                                   |
| --------------------------------------------------------------------- | --------------------------------------- | --------------------------------------- | --------------------------------------- | --------------------------------------- | --------------------------------------- | --------------------------------------- | --------------------------------------- | --------------------------------------- | --------------------------------------- | --------------------------------------- | --------------------------------------- | --------------------------------------- | --------------------------------------- |
| Temp. máx. abs. (°C)                                                  | 29.2                                    | 32                                      | 36.8                                    | 41.6                                    | 45.3                                    | 44.7                                    | 41.5                                    | 42.5                                    | 41.2                                    | 38.7                                    | 35.6                                    | 28.2                                    | 45.3                                    |
| Temp. máx. media (°C)                                                 | 18.7                                    | 19.4                                    | 22.1                                    | 27.1                                    | 31                                      | 33.6                                    | 33.1                                    | 32.7                                    | 31.6                                    | 29.2                                    | 24.2                                    | 20.3                                    | 26.9                                    |
| Temp. media (°C)                                                      | 12                                      | 12.8                                    | 14.5                                    | 18.4                                    | 22.1                                    | 25.4                                    | 26                                      | 25.8                                    | 24.2                                    | 21.6                                    | 17.5                                    | 13.5                                    | 19.5                                    |
| Temp. mín. media (°C)                                                 | 6.5                                     | 6.6                                     | 7.8                                     | 11.2                                    | 14.3                                    | 17.3                                    | 19.7                                    | 19.7                                    | 17.8                                    | 15.3                                    | 11.5                                    | 8                                       | 13.0                                    |
| Temp. mín. abs. (°C)                                                  | 0.2                                     | 0.4                                     | 0.8                                     | 4.6                                     | 8.3                                     | 12                                      | 14.8                                    | 16.4                                    | 13.7                                    | 9.1                                     | 5                                       | 1.6                                     | 0.2                                     |
| Precipitación total (mm)                                              | 13                                      | 8                                       | 7                                       | 3                                       | 2                                       | 0                                       | 0                                       | 0                                       | 0                                       | 2                                       | 4                                       | 12                                      | 51                                      |
| Días de precipitaciones (≥ 1.0 mm)                                    | 1.7                                     | 0.9                                     | 0.9                                     | 0.5                                     | 0.2                                     | 0.0                                     | 0.0                                     | 0.0                                     | 0.0                                     | 0.3                                     | 0.6                                     | 1.5                                     | 6.6                                     |
| Horas de sol                                                          | 205.6                                   | 198.8                                   | 256.7                                   | 280.3                                   | 325.1                                   | 357.9                                   | 332.6                                   | 342.8                                   | 280.5                                   | 278.0                                   | 229.7                                   | 205.3                                   | 3293.3                                  |
| Humedad relativa (%)                                                  | 72                                      | 69                                      | 68                                      | 60                                      | 57                                      | 58                                      | 66                                      | 71                                      | 69                                      | 67                                      | 70                                      | 71                                      | 66.5                                    |
| Fuente n.º 1: NOAA                                                    |                                         |                                         |                                         |                                         |                                         |                                         |                                         |                                         |                                         |                                         |                                         |                                         |                                         |
| Fuente n.º 2: Record Meteo para la temperaturas absolutas (1961–1990) |                                         |                                         |                                         |                                         |                                         |                                         |                                         |                                         |                                         |                                         |                                         |                                         |                                         |